# Gustaf Pontén (1817–1890)
Daniel Gustaf Pontén, född 8 mars 1817 i Hultsjö församling i Jönköpings län, död 27 juni 1890, var en svensk präst. Han var känd även för sitt sjukvårdsarbete, både för kropp och själ.

## Biografi
Gustaf Ponténs föräldrar var prosten Johan Pontén av släkten Pontén från Småland och Christina Catharina Wetterling. Hans bröder var hovpredikanten Peter Carl Pontén och kyrkoherden Johan Anton Pontén. Han blev student vid Uppsala universitet 1839 och prästvigdes 1840. Han tillträdde som komminister i Lemnhults församling i Växjö stift 1854 och blev regementspastor vid Smålands grenadjärbataljon 1860 samt var kyrkoherde i Korsberga församling i Växjö stift 1869–1890. År 1884 blev han också kontraktsprost i Östra härads kontrakt.
Han var mångsidig, vilket visade sig i framgångsrikt själavårdsarbete samt sjukvårdsrådgivning och medicineringar med enkla medel. Utbildade läkare liksom Medicinalstyrelsen kritiserade till en början den senare verksamheten men då välgörenheten blev känd fick han arbeta i fred. Mångsidigheten märktes också i att han anlade en allmän väg med flera broar, vilket fick chefen för väg- och vattenbyggnadskåren att vilja rekrytera honom för sådan verksamhet.

### Familj
Han gifte sig 1858 med Sofia Kuylenstierna (1839–1906), dotter till kapten Axel Fredrik Kuylenstierna och Anna Elisabet Cederblad. De fick nio barn: 1) Elisabet Christina Pontén (1859–1924), 2) lantbrukaren Axel Pontén (1860–1930), 3) Martina (född 1861), gift med jägmästaren Victor Didrik Teodor Gaunitz, 4) Eva Johanna Vilhelmina (född 1864), gift med kyrkoherde Samuel Alfred Linder, 5) kontraktsprosten John Pontén (1867–1942), 6) Anna (1869–1966), gift med landsfiskal Alfred Dahl, 7) Elin Pontén (1871–1961), 8) Sigrid (1873–1955), gift med godsägaren Carl-Johan Malmsten, och 9) stationsskrivaren Carl Pontén (1877–1937).